# Деббас, Шарль
Шарль Деббас (араб. شارل دباس‎; 16 апреля 1884, Бейрут — 22 августа 1935, XVI округ Парижа) — ливанский государственный и политический деятель, первый президент Ливана (под мандатом Французского Ливана), спикер парламента Ливана (январь 1934—октябрь 1934).

## Биография
Родился в семье из Бейрута. Изучал право в Париже. 24 октября 1919 года женился на медсестре Марсель Бургарт, церемония прошла в Нёйи-сюр-Сен.
В конце октября 1920 года был назначен директором судебной службы в комиссии представителя Робера де Кейкса. Во время подмандатного периода Французского Ливана, был министром юстиции, председателем Национального собрания и в 1926 год был избран президентом Республики Ливан и переизбран в 1929 году. До января 1934 года по французскому мандату оставался на посту президента.
В его президентский срок, был обезоружен Великий Ливан, учреждён бакалавриат. В 1934 году входил в палату депутатов. В 1934 года ушёл в отставку; его место занял Хабиб паша Саад.